# Falkön (vid Dragsfjärd, Kimitoön)
Falkön är en ö i Finland. Den ligger i Skärgårdshavet och i kommunen Kimitoön i den ekonomiska regionen  Åboland i landskapet Egentliga Finland, i den sydvästra delen av landet. Ön ligger omkring 35 kilometer söder om Åbo och omkring 140 kilometer väster om Helsingfors.
Öns area är 57,7 hektar och dess största längd är 1,7 kilometer i sydväst-nordöstlig riktning. Ön höjer sig omkring 40 meter över havsytan. I omgivningarna runt Falkön växer i huvudsak blandskog.